# Phyllagathis ovalifolia
Phyllagathis ovalifolia är en tvåhjärtbladig växtart som beskrevs av Hui Lin Li. Phyllagathis ovalifolia ingår i släktet Phyllagathis och familjen Melastomataceae. Inga underarter finns listade i Catalogue of Life.